# Regione di Kitikmeot
La regione di Kitikmeot (Inuktitut: ᕿᑎᕐᒥᐅᑦ) è una delle tre regioni amministrative di Nunavut. Consiste della parte orientale e meridionale dell'isola Victoria, con la vicina zona d'entroterra equivalente alla Boothia, insieme all'Isola di Re Guglielmo e alla parte meridionale dell'isola Principe del Galles. Il capoluogo regionale è Cambridge Bay (popolazione: 1.477 ab.).
Prima del 1999, la regione esisteva con confini abbastanza simili come Regione di Kitikmeot (Territori del Nord-Ovest).

## Comunità
- Hamlets
  - Cambridge Bay (Iqaluktuuttiaq)
  - Gjoa Haven
  - Kugaaruk (Pelly Bay)
  - Kugluktuk (Coppermine)
  - Taloyoak
- Altre
  - Bathurst Inlet
  - Umingmaktuuq (Bay Chimo)
  - Kitikmeot, Unorganized

## Aree protette
- Ovayok Territorial Park
- North West Passage Territorial Park
- Kuklok Territorial Park
- Queen Maud Gulf Bird Sanctuary

## Società

### Evoluzione demografica
Censimento 2006
- Popoloziane: 5,361
- Evoluzione demografica (2001-2006): +11.3%
- Nuclei familiari: 1,540
- Area: 446.727,70 km²
- Densità di popolazione: 0.012 / km²
- Posizione a livello nazionale (popolazione):: 285° su 288
- Posizione a livello territoriale (popolazione):: 3° su 3